# Orlando Lagos
Luis Orlando „Chico“ Lagos Vásquez (* 1913 in Santiago de Chile; † 2007 ebenda) war ein chilenischer Fotograf. Bekannt wurde er vor allem durch seine Aufnahmen Salvador Allendes.

## Leben
Lagos begleitete Allendes politische Karriere über 20 Jahre lang. 1970 wurde er Cheffotograf des chilenischen Präsidentenpalastes La Moneda.
Kurz vor dem Tod Allendes am 11. September 1973 während des Militärputsches durch General Pinochet nahm Lagos die letzten Bilder des Präsidenten auf. Der Fotograf entkam den Kämpfen um den Palast zusammen mit Allendes’ Töchtern Beatriz und Isabel. Eine seiner Aufnahmen des Präsidenten wurde zum Pressefoto des Jahres 1973 gewählt. Der Urheber blieb zunächst unbekannt, da Lagos eine Vereinbarung mit der New York Times unterzeichnet hatte, seinen Namen zu Lebzeiten nicht zu veröffentlichen. Im Gegenzug sollte er 12.000 US-Dollar für sechs Fotografien erhalten, die ihm jedoch laut Aussage der chilenischen Tageszeitung La Nación nie ausbezahlt wurden.
Die Auszeichnung nahm an seiner Stelle der Bildredakteur der New York Times, Dane Bath, an. Lagos wurde erst nach seinem Tod 2007 als Urheber des Fotos identifiziert, als La Nación seine Identität aufdeckte.
Er ist auf dem Hauptfriedhof von Santiago de Chile beigesetzt.